# Sant Climent
Sant Climent – miejscowość w Hiszpanii, na Minorce, zlokalizowana we wschodniej części wyspy, bez dostępu do morza, na zachód od stolicy – Maó, w gminie Maó.
Około 200-letnia miejscowość koncentruje się wokół centralnego placu Sant Climent, gdzie stoi kościół parafialny o formach neogotyckich.